# Fregaty rakietowe typu Horizon
Fregaty (niszczyciele) rakietowe typu Horizon/Orizzonte – seria 4 okrętów z początku XXI wieku, opracowanych wspólnie przez Francję i Włochy. We Francji klasyfikowane są jako fregaty rakietowe, natomiast we Włoszech jako niszczyciele rakietowe. Głównym zadaniem okrętów jest obrona przeciwlotnicza, stąd określane są jako fregaty przeciwlotnicze. Pierwsza jednostka typu weszła do służby w 2007.

## Historia
W grudniu 1992, po fiasku projektu europejskiej fregaty NFR-90, Francja, Wielka Brytania i Włochy uzgodniły wymagania, jakie ma spełniać nowa wspólna fregata (program FCNG). Przy pracach projektowych główny nacisk miano położyć na zwiększenie zdolności do zwalczania celów powietrznych.
Prace nad projektem fregat Horizon (włoski Orizzonte, pol. – horyzont) zostały jednak poważnie zakłócone przez rozbieżności interesów poszczególnych krajów co do dokładnej specyfikacji i przeznaczenia okrętów. Francja i Włochy wymagały zapewnienia obrony przeciwlotniczej dla swoich lotniskowców na krótkich dystansach, podczas gdy Wielka Brytania preferowała koncepcję okrętów mogących zapewnić obronę przeciwlotniczą zgrupowaniom flot na dalszych dystansach i działać na Atlantyku. Poważne rozbieżności pojawiły się także podczas wybierania wyrzutni pionowego startu, ponieważ Francja i Włochy promowały system Sylver z pociskami Aster, a Wielka Brytania system VLS.

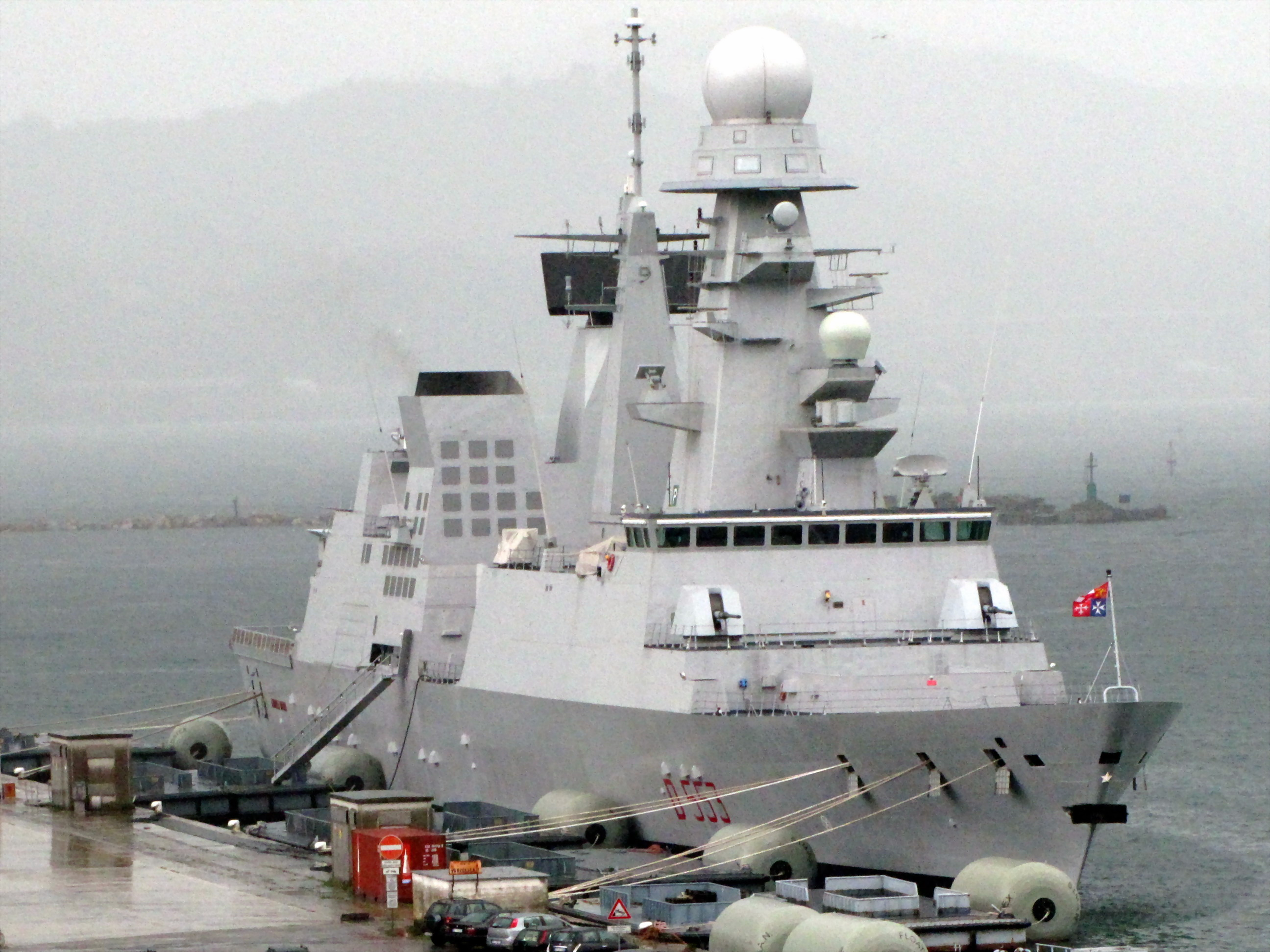
Włoska fregata Andrea Doria

Wahania co do ostatecznego kształtu okrętów, ich konfiguracji i wyboru rozwiązań technologicznych, które miały miejsce w latach 1995-1996, doprowadziły do przesunięcia planowanego terminu wejścia pierwszych okrętów do służby na rok 2006. Oficjalnie program Horizon rozpoczął się deklaracją ministrów obrony trzech państw w kwietniu 1999. Jednakże, z powodu zasadniczych różnic co do zastosowania nowych okrętów oraz lobbingu własnego przemysłu, już 26 kwietnia 1999 Wielka Brytania wycofała się z programu i podjęła decyzję o samodzielnym opracowaniu przeznaczonych dla Royal Navy okrętów, które otrzymały oznaczenie Typ 45.

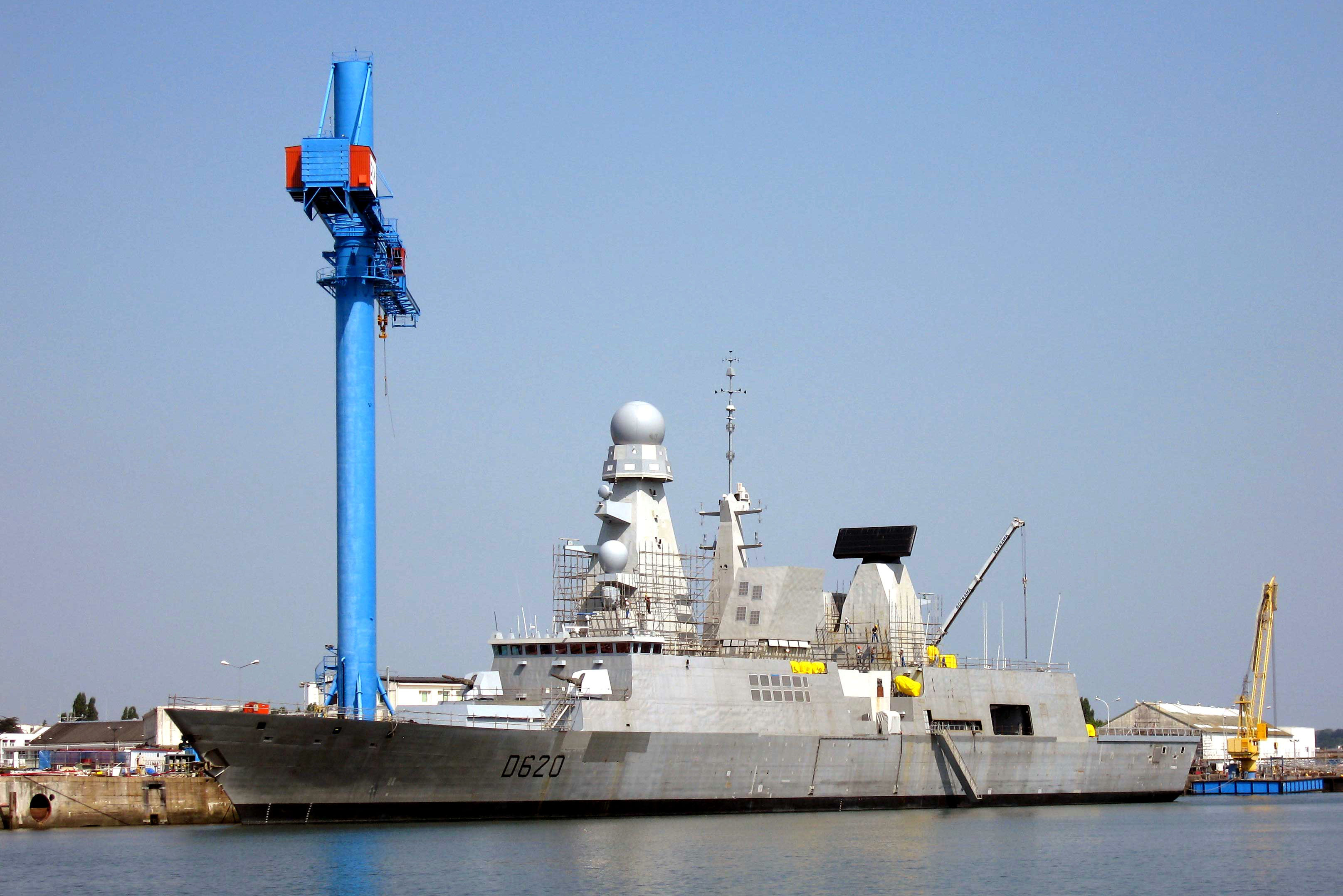
"Forbin" przed ukończeniem

Program Horizon był kontynuowany przez Francję i Włochy, które zamówiły w 2000 po dwie jednostki typu Horizon. Francuskie jednostki miały zastąpić dwie stare fregaty typu Suffren. Zamówienie z 2002 na dwa dodatkowe okręty dla Francuskiej Marynarki Wojennej (mające
zastąpić dwie fregaty typu Cassard) zostało anulowane na rzecz tańszej przeciwlotniczej wersji nowych wielozadaniowych fregat typu FREMM.
22 grudnia 2007 do służby weszła pierwsza włoska fregata typu Horizon „Andrea Doria”, która pełną gotowość operacyjną ma osiągnąć w drugiej połowie 2008 roku.
| Nazwa (nr taktyczny)  | Rozpoczęcie budowy | Data wodowania | Wejście do służby |
| Francja               | Francja            | Francja        | Francja           |
| --------------------- | ------------------ | -------------- | ----------------- |
| Forbin (D620)         | 08. 04. 2002       | 10. 03. 2005   | 18. 12. 2008      |
| Chevalier Paul (D621) | 23. 10. 2003       | 12. 07. 2006   | 2009              |
| Włochy                |                    |                |                   |
| Andrea Doria (D553)   | 19. 07. 2002       | 14. 10. 2005   | 22. 12 2007       |
| Caio Duilio (D554)    | 19. 09. 2003       | 25. 10. 2007   | 03. 04. 2009      |

Francuskie jednostki budowała stocznia DCN w Lorient, ale część bloków kadłuba "Forbina" wykonała stocznia SMCT w Saint Nazaire, zmontowanych następnie w Lorient. Włoskie okręty budowano i wodowano w stoczni Fincantieri w Riva Trigoso koło Genui, ale wyposażano w stoczni w Muggiano koło La Spezia.
5 maja 2009 wszystkie jednostki razem przechodziły próby koło La Spezii.
Okręty w wersji francuskiej i włoskiej różnią się częściowo uzbrojeniem i wyposażeniem. Włoskie okręty wykorzystują pociski przeciwokrętowe Otomat Mk 2/A, a francuskie MM40 Exocet Block 2. Francuskie fregaty posiadają dodatkowo dwie sześcioprowadnicowe wyrzutnie Sadral dla rakiet przeciwlotniczych bliskiego zasięgu Mistral; zamiast tego włoskie okręty mają trzecią armatę 76 mm OTO Melara Super na dachu hangaru.